# Elaiza Ikeda
 (juin 2019).
Elaiza Ikeda (池田 エライザ, Ikeda Eraiza), née le 16 avril 1996, est une actrice et mannequin japonaise. En 2009, elle remporte le prix grand prix Nicola Model Audition 2009" et commence sa carrière de mannequin, En 2017, elle incarne l'un des rôles principaux de la série Netflix The Many Faces of Ito.

## Biographie
Sa mère est une Philippine d'origine espagnole et son père est japonais.

## Filmographie

### Cinéma
- 2011 : High School Debut : Takemoto
- 2013 : Zekkyō Gakkyū : Ayaka Masuda
- 2015 : The Virgin Psychics : Miyuki Hirano
- 2015 : Wolf Girl and Black Prince : Aki Tezuka
- 2017 : ReLIFE : Rena Kariu
- 2017 : Tori Girl : Kazumi Shimamura
- 2017 : Bow Then Kiss : Anne Kishimoto
- 2018 : The Many Faces of Ito : Satoko Aida (C)
- 2018 : L'Île aux chiens : la fille punk (voix)
- 2018 : Le Garçon d'à côté : Asako Natsume
- 2018 : Cherry Boys : Shoko Fera
- 2018 : Room Laundering : Miko Yakumo
- 2018 : Sunny: Our Hearts Beat Together : Nana
- 2018 : Million Dollar Man
- 2019 : Kakegurui – Compulsive Gambler : Kirari Momobami / Ririka Momobami
- 2019 : Sadako

### Télévision
- 2015 : JK is a Snow Woman : Akane
- 2016 : Shibuya Rei-chōme : Haru
- 2016 : Chiiki-hatsu Drama : Rena
- 2016 : Hokusai to Meshi Sae Areba : Ayako Arikawa
- 2017 :The Many Faces of Ito : Satoko Aida (C)
- 2017 : Ai: Watashi to Kanojo to Jinkō Chinō : Momo Sakurai
- 2017 : Boku wa Mari no Naka : Mari Yoshizaki
- 2018 : Himana Joshidai Sei : Mayu Mita